# Wybory prezydenckie w Libanie w 1970 roku
Wybory prezydenckie w Libanie odbyły się 17 sierpnia 1970 roku. Nowym prezydentem Libanu został Sulajman Farandżijja pokonując w głosowaniu Iljasa Sarkisa. Wyboru dokonało 99-osobowe Zgromadzenie Narodowe. Farandżijja został wybrany na swój urząd większością zaledwie jednego głosu.